# Amt Schwarzenfels

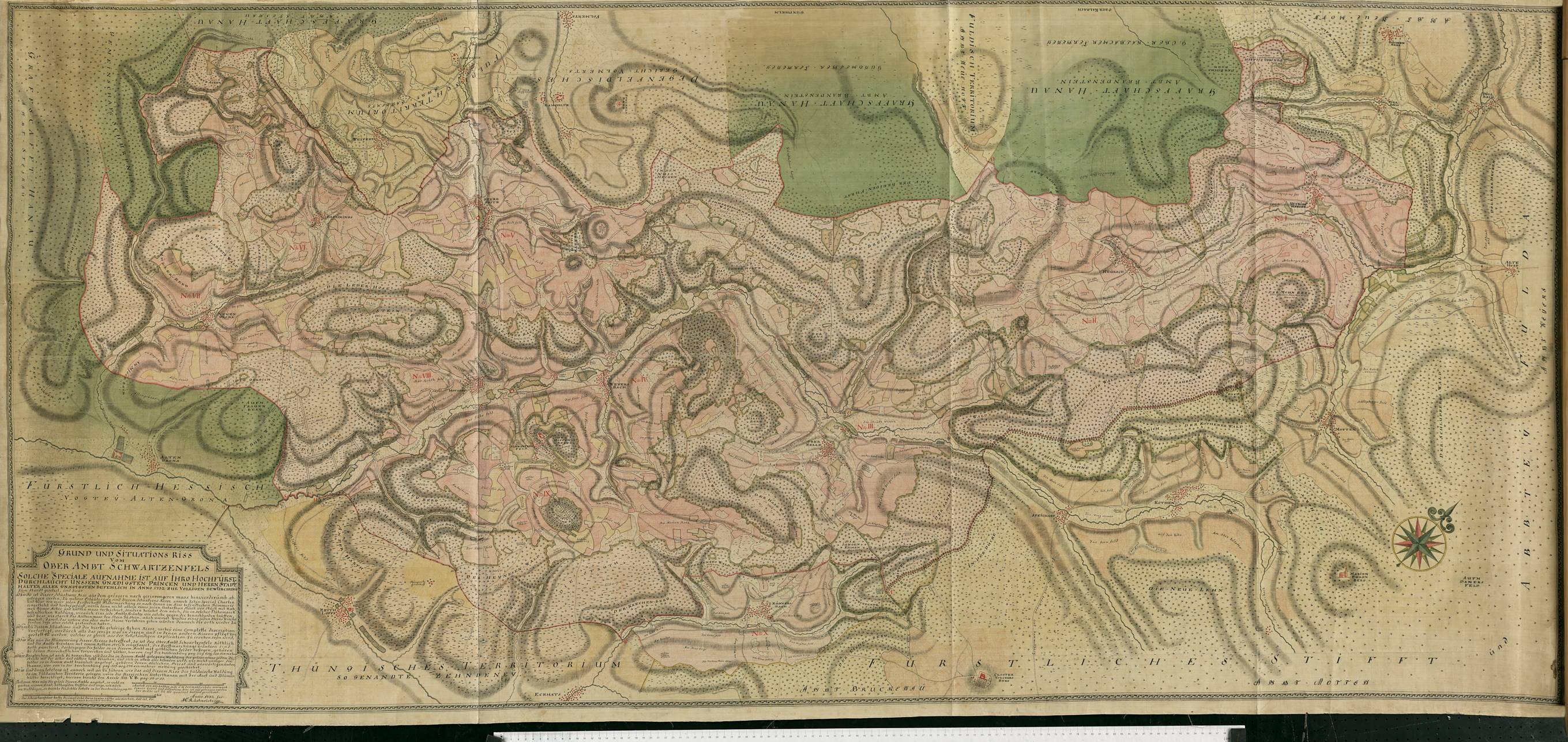
Karte des Amtes Schwarzenfels (um 1730)

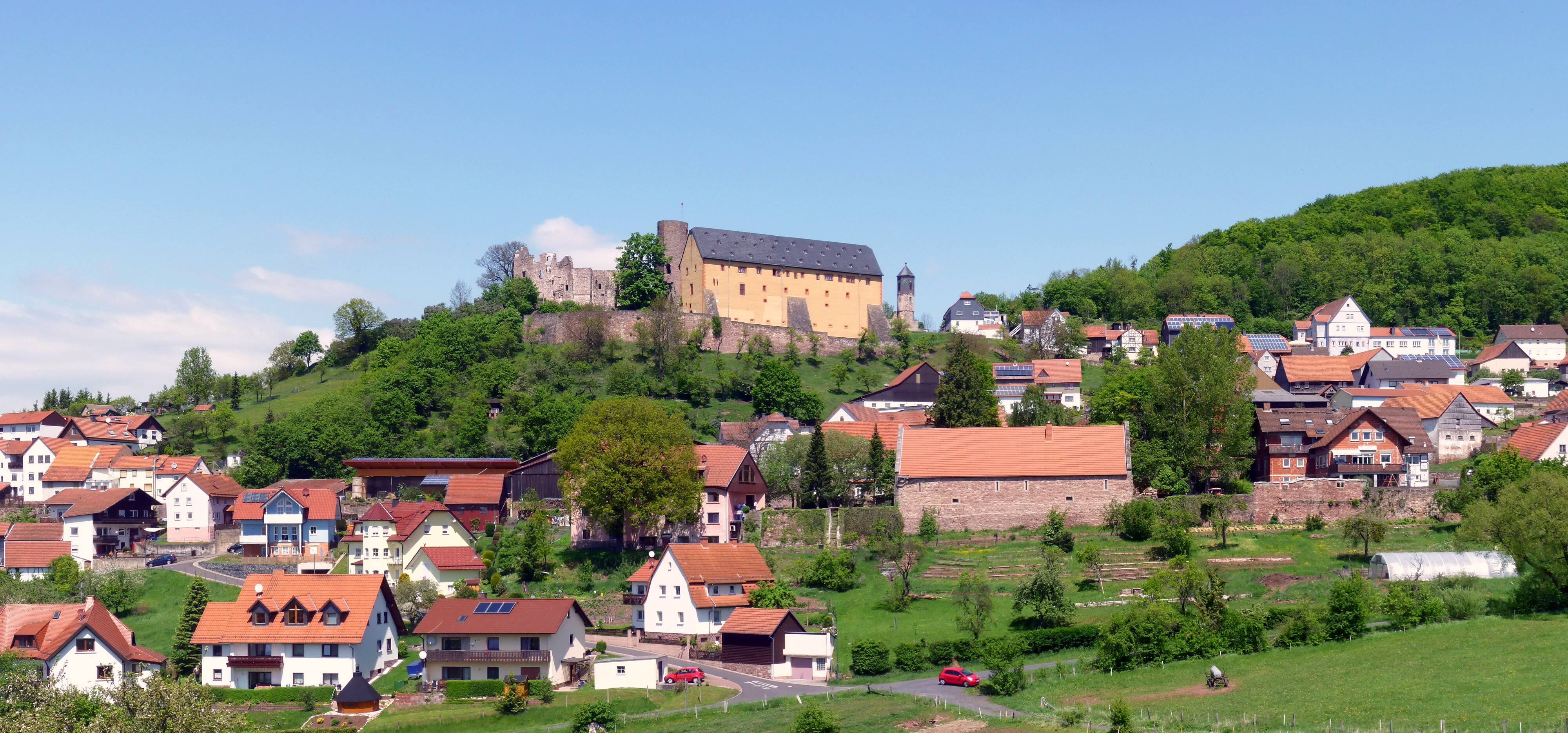
Burg Schwarzenfels, Sitz des Amtes

Schwarzenfels war ein Amt in der Grafschaft Hanau-Münzenberg.

## Funktion
In der Frühen Neuzeit waren Ämter eine Ebene zwischen den Gemeinden und der Landesherrschaft. Die Funktionen von Verwaltung und Rechtsprechung waren hier nicht getrennt. Dem Amt stand ein Amtmann vor, der von der Landesherrschaft eingesetzt wurde. 

## Geschichte

### Entstehung
Im Jahre 1277 teilten sich das Kloster Fulda und die Herren von Hanau das ursprünglich zusammengehörende Gericht Motten. Der Hanauer Teil war das Gericht Altengronau, aus dem in der zweiten Hälfte des 15. Jahrhunderts das Amt Schwarzenfels entstand. Die Grafen von Hanau-Münzenberg fassten die Teile des Gerichts zu einer Verwaltungseinheit, den überwiegenden Teil des Gerichts Altengronau, zusammen, in dem ihre Rechte ausreichend stark waren, um eine Territorialisierung durchzuführen.

### Bestandteile
- Fronrod (Wüstung)
- Heubach
- Hubertsdorf (Wüstung)
- Leibolds (Wüstung)
- Neuendorf (Wüstung)
- Neuengronau
- Oberzell
- Ramholz bis zweite Hälfte 17. Jahrhundert
- Schwarzenfels
- Sterbfritz
- Uttrichshausen
- Vollmerz bis 1698
- Weichersbach
- Wintersbach (Wüstung)
- Züntersbach zur Hälfte

### Entwicklung
Bis Mitte des 16. Jahrhunderts waren als Amtmänner Mitglieder der ritterlichen Familien von Küchenmeister, von Hutten, von der Tann, von Ebersberg, Nordeck zur Rabenau, von Eberstein, von Hornberg und von Lauter eingesetzt. Sie amtierten auf der Burg Schwarzenfels.
In der Erbauseinandersetzung zwischen dem Grafen Philipp Ludwig II. und seinem Bruder Albrecht wurden Letzterem schließlich das Amt Schwarzenfels, die Kellerei Naumburg, das Amt Ortenberg und der hanauische Anteil an Assenheim zugesprochen. Albrecht nahm seinen Wohnsitz auf der Burg Schwarzenfels und gründete die Seitenlinie Hanau-Münzenberg-Schwarzenfels. Diese starb schon in der nächsten Generation mit Johann Ernst von Hanau-Münzenberg-Schwarzenfels aus, der zuvor für wenige Monate in den Jahren 1641 und 1642 noch das Erbe in der gesamten Grafschaft Hanau-Münzenberg angetreten hatte.
In der zweiten Hälfte des 17. Jahrhunderts gelang es dem ortsansässigen Kleinadel in Vollmerz und Ramholz die Reichsunmittelbarkeit durchzusetzen. Das war zuerst die Familie von Hutten, der 1698 die Herren von Degenfeld-Schonburg folgten. Damit schieden die beiden Orte aus dem Amt Schwarzenfels aus.
1643 wurde das Amt als Pfand zusammen mit anderen Sicherheiten an die Landgrafschaft Hessen-Kassel gegeben und sollte für Hanauer Schulden bürgen, die gegenüber Hessen-Kassel im Zusammenhang mit der Befreiung der Stadt Hanau von der Belagerung durch kaiserliche Truppen 1636 entstanden waren. Es gelang den Grafen von Hanau nicht mehr, dieses Pfand von Hessen-Kassel zu lösen. Das Amt wurde von dort wie landgräfliches Eigentum verwaltet, auch nachdem Hessen-Kassel 1736 nach dem Tod des letzten Hanauer Grafen, Johann Reinhard III., die Grafschaft Hanau-Münzenberg geerbt hatte. Erst 1786 fand unter Landgraf Wilhelm IX. von Hessen-Kassel eine Wiedervereinigung mit der Grafschaft Hanau statt.
Im 1821 kam es im nunmehr „Kurfürstentum Hessen“ genannten Hessen-Kassel zu einer grundlegenden Verwaltungsreform. Kreisämter wurden geschaffen. Das Amt Schwarzenfels wurde dem Kreis Schlüchtern zugeschlagen, verlor seine Verwaltungsfunktion und behielt nur seine Funktion als Justizamt. Das blieb auch zunächst nach der Annexion von Hessen-Kassel durch Preußen 1866 so, bis auch das Justizamt im Zuge der preußischen Justizreform 1932 aufgelöst wurde. Mit der hessischen Gebietsreform ging der Landkreis Schlüchtern 1974 im Main-Kinzig-Kreis auf.

## Bevölkerung
Eine größere Zahl von Dörfern des Amtes Schwarzenfels fiel im Spätmittelalter wüst. Dies mag daran gelegen haben, dass der Bereich, den das Amt abdeckte, das Mittelgebirge im Bereich des östlichen Kinzigtals, zu den landwirtschaftlich weniger ertragreichen Gebieten gehörte und damit bei negativen Veränderungen im Klima (kleine Eiszeit) oder in der Sozialstruktur (Pest) Standorte hier zuerst aufgegeben wurden.